# Peter Henkenborg
Peter Henkenborg (* 6. Oktober 1955 in Cloppenburg; † 22. August 2015 in Gießen) war ein deutscher Politikwissenschaftler und Professor für Didaktik der politischen Bildung.

## Leben und Wirken
Peter Henkenborg studierte Politik und Geschichte auf Lehramt für Realschulen und absolvierte in den Jahren 1982–1984 ein Referendariat. In den Jahren 1986–1999 arbeitete er als wissenschaftlicher Mitarbeiter und Studienrat im Hochschuldienst am Institut für Didaktik der Gesellschaftswissenschaften der Justus-Liebig-Universität Gießen. Seine Dissertation verfasst er unter dem Titel „Die Unvermeidlichkeit der Moral. Über den Beitrag der Ethik zur Politischen Bildung in der Risikogesellschaft“. Sie wurde 1992 im Wochenschau Verlag veröffentlicht. 1995–1998 übernahm er Vertretungsprofessuren an den Universitäten Gesamthochschule Kassel, an der Justus-Liebig-Universität Gießen und an der TU Dresden. Er arbeitete 1999 – 2006 als Professor für Didaktik der politischen Bildung/Gemeinschaftskunde an der TU Dresden und war zuletzt seit dem 1. Oktober 2006 bis zu seinem Tode Professor für Didaktik der politischen Bildung an der Philipps-Universität Marburg. Sein Werk umfasst Beiträge zur Didaktik des Politikunterrichts, insbesondere zur gesellschaftstheoretischen Fundierung der politischen Bildung und zur empirischen Unterrichtsforschung. Er war verheiratet und Vater zweier Kinder und nach eigener Aussage ein „praktizierender Fan und Mitglied des 1. FC Köln“.

### Mitarbeit in Fachverbänden und Redaktionstätigkeiten
Peter Henkenborg engagierte sich in Fach- und Berufsverbänden der politischen Bildung. So war er Gründungsmitglied der Gesellschaft für Politikdidaktik und politische Jugend- und Erwachsenenbildung (GPJE) und von 1999 bis 2002 Mitglied des Sprecherkreises. 2000 bis 2003 war er Mitglied im Bundesvorstand der Deutschen Vereinigung für politische Bildung (DVPB) und 2000 bis 2006 Landesvorsitzender der Deutschen Vereinigung für politische Bildung Landesverband Sachsen.
Darüber hinaus beteiligte er sich an Fachzeitschriften. 1998 bis 2002 war er Redakteur der Zeitschrift „DVPB aktuell“ der Deutschen Vereinigung für Politische Bildung (jetzt Polis); 2002/2003 leitender Redakteur der Zeitschrift Polis. 2001 bis 2005 war er Mitherausgeber der Zeitschrift „sowi-onlinejournal – Zeitschrift für Sozialwissenschaften und ihre Didaktik“. Zudem war er Redaktionsmitglied der Zeitschrift „Kursiv – Journal für politische Bildung“ (jetzt: Journal für politische Bildung). Schließlich war er seit 2003 Mitherausgeber von „Journal of Social Science Education – Journal für Sozialwissenschaften und ihre Didaktik“.

## Werke (Auswahl)
Monographien, Herausgeberschaften
- Autorengruppe Fachdidaktik (2016): Was ist gute politische Bildung? Leitfaden für den sozialwissenschaftlichen Unterricht. Schwalbach/Ts.
- Peter Henkenborg/Gerrit Mambour/Marie Winckler (Hrsg.) (2014): Kompetenzorientiert Politik unterrichten. Planung, Durchführung und Analyse einer Unterrichtseinheit zum Thema Krieg und Frieden. Eine Einführung. Schwalbach/Ts.
- Autorengruppe Fachdidaktik (2011): Konzepte der politischen Bildung. Eine Streitschrift. Schwalbach/Ts.
- Peter Henkenborg/Jan Pinseler/Rico Behrens/Anett Krieger (2008): Politische Bildung in Ostdeutschland. Demokratie-Lernen zwischen Anspruch und Wirklichkeit. Wiesbaden.
- Peter Henkenborg/Benno Hafeneger/Albert Scherr (Hrsg.) (2002): Pädagogik der Anerkennung. Schwalbach/Ts.
- Peter Henkenborg/Hans-Werner Kuhn (Hrsg.) (1998): Der alltägliche Politikunterricht: Beiträge qualitativer Unterrichtsforschung zur politischen Bildung in der Schule. Opladen.
- Peter Henkenborg/Wolfgang Sander (Hrsg.)(1993): Wider die Langeweile: Neue Lernformen in der politischen Bildung. Festschrift zum sechzigsten Geburtstag von Siegfried George. Schwalbach/Ts.
- Peter Henkenborg (1992): Die Unvermeidlichkeit der Moral. Über den Beitrag der Ethik zur Politischen Bildung in der Risikogesellschaft. Schwalbach/Ts.

## Nachrufe
- Fachbereich 03 Gesellschaftswissenschaften und Philosophie der Philipps-Universität Marburg.[9]
- Polis. Report der Deutschen Vereinigung für politische Bildung 03/2015, S. 7.[10]
- Couragiert. Magazin für demokratisches Handeln und Zivilgesellschaft.[11]
- Oberhessische Presse, Marburg[12]